# 维氏气单胞菌
维氏气单胞菌（学名：Aeromonas veronii）又名维罗纳气单胞菌、凡隆气单胞菌和维隆气单胞菌，是气单胞菌属的一种细菌。广泛存在于海水、淡水和土壤中，是一种人-畜-鱼共患致病菌。